# Joan Martin
Joan Martin, Countess of Lincoln († vor 27. Oktober 1322) war eine englische Adlige.

## Leben
Joan war die zweite Tochter von William Martin, 1. Baron Martin und von dessen Frau Eleanor, der Witwe von John de Mohun, Gutsherr von Dunster in Somerset, und Tochter von Sir Reynold FitzPiers. Als junge Frau wurde sie am 16. Juni 1310 mit dem verwitweten Henry de Lacy, 3. Earl of Lincoln verheiratet. Die beiden Söhne des über 60-jährigen Earls waren tödlich verunglückt, und mit seiner jungen Frau hoffte er, noch Vater eines Erben zu werden. Die Ehe blieb jedoch kinderlos, und der Earl of Lincoln starb im Februar 1311. Als seine Witwe hatte Joan nun Anrecht auf ein umfangreiches Wittum, darunter Knesall in Nottinghamshire. Das Recht ihrer Wiederverheiratung wurde vom König Ralph de Monthermer zugesprochen. Joan heiratete jedoch 1312 ohne Absprache mit Monthermer und ohne Erlaubnis des Königs den jungen Adligen Nicholas Audley, 2. Baron Audley of Heleigh. Daraufhin ließ der König ihre Witwengüter besetzen, und als Wiedergutmachung musste Audley 900 Mark an Monthermer zahlen. Audley starb jedoch bereits 1316. Während der Rebellion von Thomas of Lancaster, dem Ehemann ihrer Stieftochter Alice de Lacy, wurde ihre Burg Heighley Castle von königlichen Truppen geplündert. Als die königlichen Truppen im März 1322 Tutbury Castle eroberten, geriet Joan dort in Gefangenschaft. Zusammen mit ihrer Stieftochter Alice de Lacy wurde sie in York inhaftiert. Dort zwangen Hugh le Despenser und sein gleichnamiger Vater, der Earl of Winchester, die beiden führenden königlichen Günstlinge, die beiden Frauen, ihnen mehrere ihrer Güter zu überlassen. Joan starb möglicherweise an den Folgen der Gefangenschaft.

## Nachkommen
Ihre erste Ehe mit dem Earl of Lincoln war kinderlos geblieben. Aus ihrer zweiten Ehe mit Nicholas Audley hatte sie einen Sohn und eine Tochter, darunter:
- James Audley, 3. Baron Audley of Heleigh

Nach dem Tod ihres Bruders William Martin, 2. Baron Martin 1326 wurde ihr Sohn Teilerbe und nach dem Tod ihrer Schwester Eleanor 1343 einziger Erbe der Besitzungen der Familie Martin.